# Andreas Zünd
Andreas Zünd (* 8. Februar 1957 in Niederwil SG) ist ein Schweizer Jurist. Er ist seit 2021 als Richter am Europäischen Gerichtshof für Menschenrechte tätig.

## Leben
Andreas Zünd wuchs im Freiamt im Kanton Aargau auf, seine Mutter war Schneiderin, sein Vater Lehrer.
Andreas Zünd studierte Rechtswissenschaften an der Universität Bern. Er erlangte 1982 das Lizentiat, 1984 das Fürsprecherpatent im Kanton Aargau und 1986 die Promotion an der Universität Bern.
Von 1984 bis 1987 war er im Kanton Aargau tätig, vorerst als Adjunkt Staatsschreiber (1984–1985), danach in der Advokatur (1985–1986) und als Gerichtsschreiber am Obergericht des Kantons Aargau (1986–1987).

### Bundesgericht
Ab 1987 wirkte Zünd am Bundesgericht in Lausanne, bis 1996 als Gerichtsschreiber und darauf bis 2004 als nebenamtlicher Bundesrichter. Gleichzeitig amtete er von 1989 bis 2002 als Ersatzrichter und ab 2002 als Oberrichter am Obergericht des Kantons Aargau.
Seine Wahl zum Bundesrichter erfolgte am 17. Dezember 2003. Bis Ende 2008 war er Mitglied der Strafrechtlichen Abteilung, die bis 2006 noch den Namen "Kassationshof" trug, und ab 1. Januar 2009 Mitglied der II. öffentlich-rechtlichen Abteilung, von 1. April 2010 bis 31. März 2016 als Präsident.
Andreas Zünd ist Mitglied der SP.

### Europäischer Gerichtshof für Menschenrechte
Im Januar 2021 wählte die Parlamentarische Versammlung des Europarates (PACE) Andreas Zünd zum Richter am Europäischen Gerichtshof für Menschenrechte.
Er ist der sechste Richter, der die Schweiz beim EGMR vertritt und der zweite Bundesrichter, der in dieses Amt gewählt wurde.  Antoine Favre war 1963 bis 1974 als erster Schweizer Richter am EGMR tätig. Die weiteren Mitglieder waren ausschliesslich Professorinnen oder Professoren.